# Hortense de Mirmont

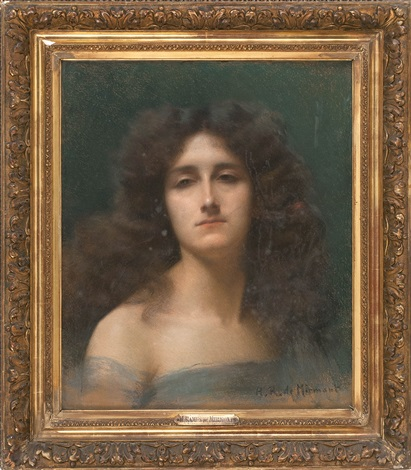
Portait d'une femme au pastel.

Hortense de Mirmont est une femme peintre portraitiste spécialisée dans le fusain et le pastel, née en 1866 à Épinay-sur-Seine et morte en 1937 à Bessancourt, parfois répertoriée à tort sous le nom de Hortense de Miramont.

## Biographie
Élève de Charles Alphonse Paul Bellay, parfois répertoriée à tort sous le nom de Hortense de Miramont, sœur ainée de la miniaturiste Renée de Mirmont (1868-1918), elle épouse Gaston Ramus (1863-1900) le 21 septembre 1889 dont elle divorcera 4 ans plus tard, puis en secondes noces Gaston Méliès, frère de Georges Méliès, le 11 septembre 1907.
Active entre 1884 et 1903, elle expose régulièrement au Salon des artistes français entre 1889 et 1903.
Elle obtient avec sa sœur Renée son certificat d'aptitude à enseigner le dessin dans les collèges en 1887
Elle signe ses œuvres Hortense de Mirmont jusqu'en 1889 puis, après son mariage avec Gaston Ramus : H. R de Mirmont (pour Hortense Ramus de Mirmont).
Peu après son mariage avec Gaston Méliès, elle quitte la France avec son mari pour s'installer aux États-Unis ne revenant en France qu'en 1913 où elle s'installera en Corse. Son mari décèdera deux ans plus tard d'une intoxication alimentaire. Il semble qu'elle ait mis fin à sa carrière de peintre une fois mariée à Gaston Méliès.

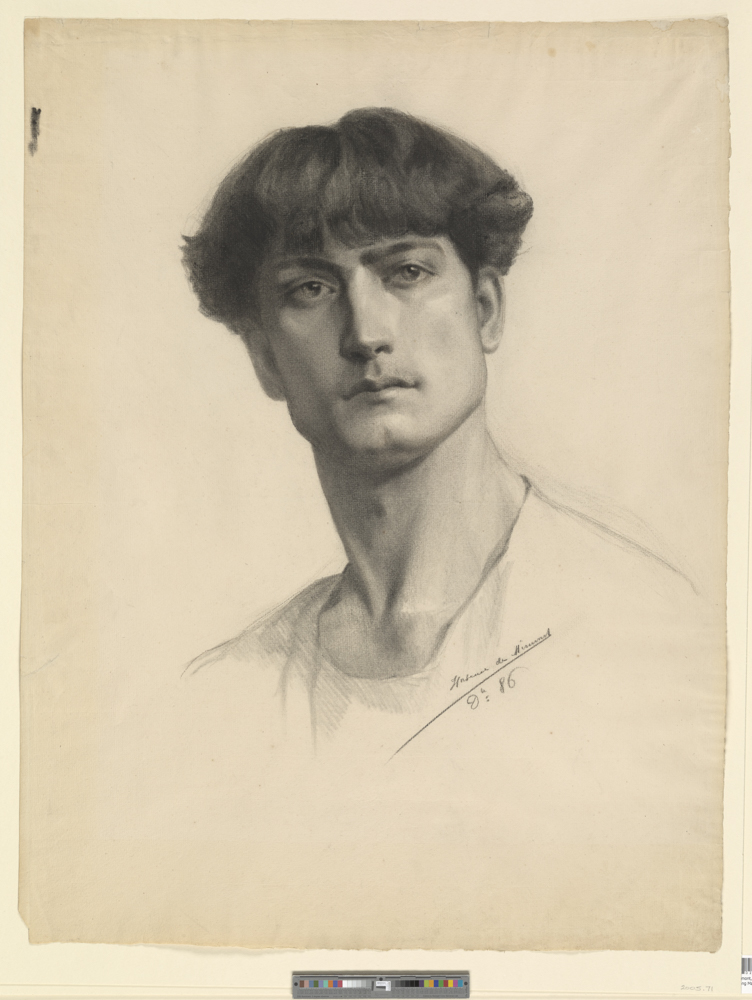
Portait d'homme (1886).

Elle meurt le 20 décembre 1937 à Bessancourt.

## Salons des artistes français[3]
1889 :  Portrait de Mlle R... (3598) ; fusain et Portrait de A. S... ; porcelaine (3599)
1898 :  Portrait ; pastel 2757
1893 :  Étude ; pastel 2301
1894 :  Portrait de Mlle G. H... ; pastel et 2468 et Portrait de Mme M.-G. L... ; pastel
1895 :  Étude ; pastel 2568
1896 :  Portrait de Mlle G... 2833; pastel et Étude ; pastel 2834
1899 :  Portrait de miss W... ; pastel 2740
1903 :  Portrait ; pastel 2257